# Karl XII-huset

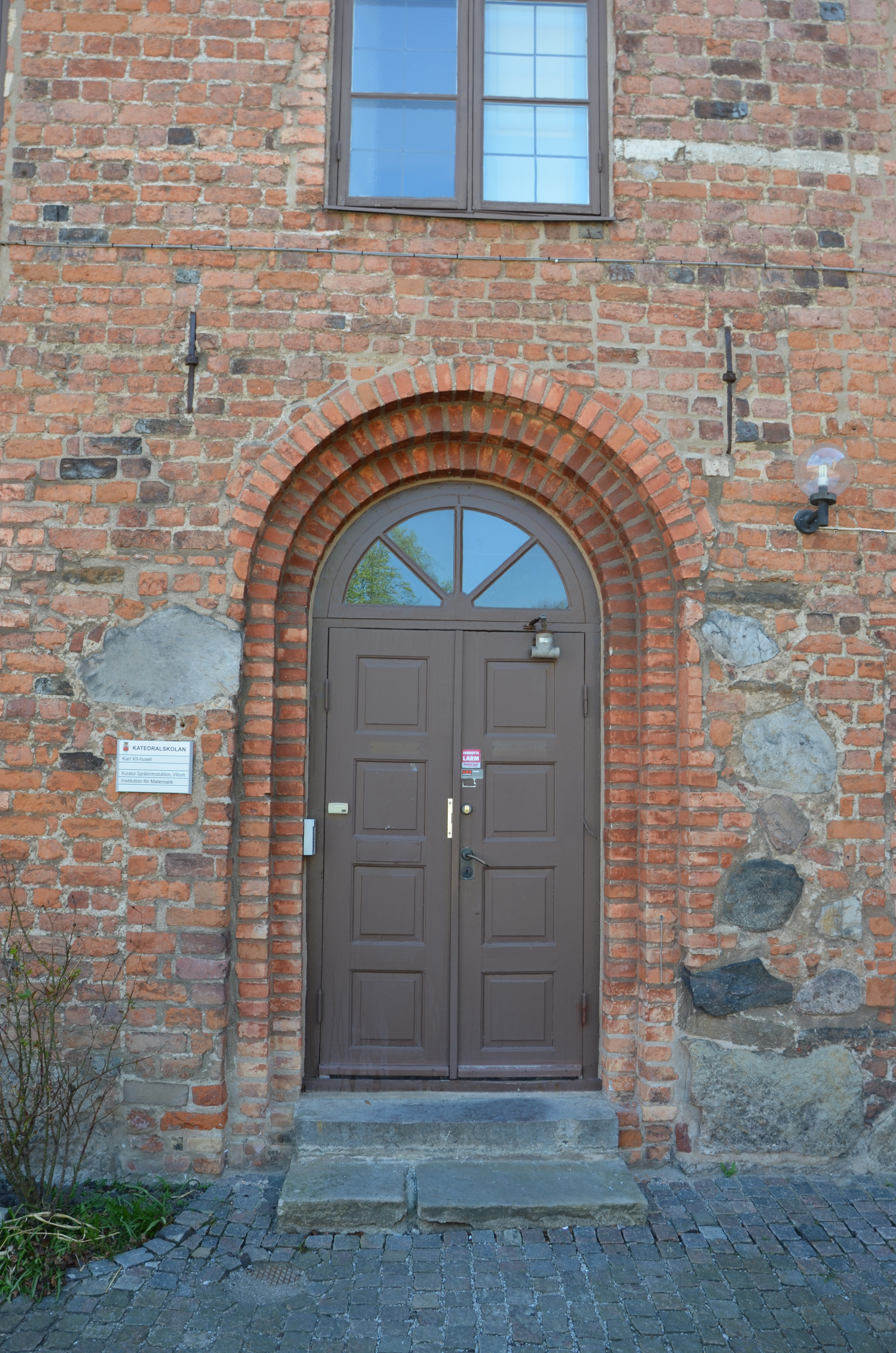
Porten till Karl XII-huset.

Karl XII-huset är en byggnad vid Stora Södergatan i Lund, som var Karl XII:s residens under åren 1716-18.
Huset uppfördes under sent 1500-tal, troligen under 1580-talet av riksrådet Corfitz Tønnesen Viffert. Det är byggt i tegel i två våningar i renässansstil. Det ombyggdes 1856 av Lunds domkapitel, då också det nuvarande skiffertäckta sadeltaket tillkom. Det restaurerades 1927, då fasadputsen togs bort. Det är  drygt 38 meter långt, 8,5 meter brett och har 90 centimeter tjocka yttermurar.
I början av 1700-talet ägdes huset av professorn Martin Hegardt och var ett av de få stenhusen i Lund. Det rekvirerades av kronan för Karl XII:s räkning efter dennes återkomst till Sverige i december 1715 efter vistelser närmast i Stralsund och Bender. Det beboddes av kungen i perioder under åren 1716-18.
Sedan 1837 har huset använts av Katedralskolan. Det köptes då av domkapitlet för att inhysa skolan och används fortfarande för skoländamål idag.
Huset har adress Stora Södergatan 22, i kvarteret Katedralskolan. Det byggnadsminnesförklarades 1974 tillsammans med andra byggnader på Katedralskolan.